# EU-Lateinamerika-Gipfel 2006
Der IV. EU-Lateinamerika-Gipfel vom 12. Mai und 13. Mai 2006 in Wien war eine Gipfelkonferenz der Staats- und Regierungschefs der EU-Länder und der Staaten Lateinamerikas sowie der Karibik. Der IV. EU-Lateinamerika-Gipfel setzte die 1999 begonnene strategische Partnerschaft der beiden Regionen mit der insgesamt vierten Konferenz fort. Seine Eckdaten waren:
- Vorbereitendes Außenministertreffen am 11. Mai abends
- Gipfeltreffen der 61 Staats- und Regierungschefs am 12. Mai

(neben dem Plenum auch Teilnahme an 3 Themenkreisen)
- Subregionale Treffen am 13. Mai

(insgesamt 12./13. Mai über 200 Gesprächskreise)
- Tagungsorte: Wiener Messezentrum und Schloss Schönbrunn.

Die Konferenzen des Jahres 2006 wurden umrahmt von einem bi-regionalen Kulturfestival namens „Onda Latina“, das österreichweit zwischen April 2006 und Anfang Juni 2006 stattfand.

## Themen und Probleme
Der Gipfel fand im Rahmen der EU-Präsidentschaft Österreichs statt und stand unter dem Generalthema „Die Stärkung der bi-regionalen strategischen Assoziation“. Er befasste sich neben Themen der politisch-wirtschaftlichen Kooperation, der Außenbeziehungen und der sozialen Problematik Südamerikas unter anderem mit den EU-Mercosur-Verhandlungen.
Die letzten dieser Verhandlungen scheiterten 2004 und die Gespräche wurden erst in den letzten Monaten vorsichtig wieder aufgenommen. Der Zeitpunkt des monatelang vorbereiteten Treffens wurde von EU und Südamerika vor einem günstigen handelspolitisch-diplomatischen Hintergrund gewählt: Wenige Monate nach Ende der letzten Ministertagung der Welthandelsorganisation WTO in Hongkong – bei der viele Fragen ungeklärt blieben – konnte das Wiener Gipfeltreffen die Handelsgespräche in abgeändertem Rahmen fortsetzen. Der zähe Verhandlungsprozess der letzten Jahre zeigt, dass es im Rahmen der WTO kaum möglich ist, der wirtschaftlich-politischen Vielfalt der Mitgliedsländer und Themen gerecht zu werden.
Zum Gipfel kamen 61 Staatschefs und mehrere 100 hohe Politiker aus den beteiligten 35 amerikanischen Ländern und den 25 EU-Staaten sowie aus Rumänien und Bulgarien. Manche von ihnen nahmen auch an Teilen des gleichzeitigen Alternativengipfels teil. Die österreichische Bundeshauptstadt bot pro Tag etwa 1.500 Polizisten auf, um die Sicherheit der Staatsgäste zu gewährleisten. Es war die größte Zusammenkunft von Staats- und Regierungsvertretern seit dem Wiener Kongress im Jahre 1815.
Parallel zu dieser Konferenz findet ein von NGOs organisierter Alternativgipfel statt, auf dem über Möglichkeiten zur Verbesserung der Lebensverhältnisse sowie über die Rolle von europäischen Industriekonzernen in Lateinamerika diskutiert wird.

## Arbeitssitzung der Außenminister
Am 11. Mai, dem Vorabend des EU-Lateinamerika-Gipfels, fand die letzte Vorbereitungssitzung der EU- und amerikanischen Außenminister statt. Sie berieten den Text der „Wiener Erklärung“, die von den Staats- und Regierungschefs verabschiedet werden soll. Die Ratsvorsitzende Ursula Plassnik (Österreich) sieht "frischen Wind" in den multilateralen Gesprächen, in denen auch die UNO-Reform, die Kommission für Friedenskonsolidierung, die Drogenbekämpfung und Themen der nachhaltigen Entwicklung behandelt wurden.
Da die Europäische Union der größte Geber im Bereich der Entwicklungszusammenarbeit für den Raum Lateinamerika/Karibik ist, gab die Einigung über das EU-Budget 2007–2013 die Möglichkeit, "die nötigen Mittel auch für die nächsten Jahre" sicherzustellen. Wichtige Themen seien lt. Plassnik auch der soziale Zusammenhalt, die Verwundbarkeit kleinerer Wirtschaften und die Rolle der Frauen "in einer Postkonflikt-Gesellschaft, bei Friedensschaffung und Friedensförderung". Zur sehr komplexen Drogenproblematik, in der vor allem Bolivien (siehe Evo Morales) und Kolumbien neue Wege beschreiten, soll der bereits existierende Mechanismus der Zusammenarbeit weiterentwickelt werden.
Die nächste "EU-LAK"-Konferenz findet 2008 in Peru statt.

## Subregionale Treffen
Da der Gipfel neben politischen Zielen auch eine vertiefte Kooperation in der Entwicklungs- und Wirtschaftspolitik verfolgt und insbesondere den Beginn einer Freihandelszone EU-Mercosur anstrebt, werden die Verhandlungen am Samstag, 13. Mai 2006 in subregionalen Treffen intensiviert.
Die multilateral-politischen Themen werden in folgenden Teilbereichen verhandelt:
- III. EU-Mexiko Gipfel
- II. EU-Chile Gipfel
- II. EU-CARIFORUM Gipfel
- II. EU-Mercosur Gipfel
- II. EU-Zentralamerika Gipfel.

Ferner veranstaltet die Österreichische Bundeswirtschaftskammer mit ihren südamerikanischen Partnern und verschiedenen Projekten vom 11. – 13. Mai den EULAC Business Summit.

## Ergebnisse, Stellungnahmen und Probleme
Nach Ende des Gipfels am Freitagabend erhob sich die Frage, ob neben der „Wiener Erklärung“ auch konkretere Ergebnisse vorlägen. In einem ORF-Interview nannte die EU-Ratsvorsitzende, Österreichs Außenministerin Ursula Plassnik drei konkrete Punkte:
- Zusage der EU für mehr Stipendien an südamerikanische Studenten in Europa
- Vereinbarter Schutz für Menschenrechts-Aktivisten, was u. a. von NGO-Delegationen des gleichzeitigen Alternativengipfels gefordert worden war
- ein Hilfsprogramm für Haiti, das auf Vorschlag Chiles beschlossen wurde.

Südamerikanische Staatschefs lobten die intensiven und lebhaften Diskussionen, die allerdings große politische Differenzen einiger Länder verdeutlichten. Auffällig war der Streit zwischen den Verfechtern des Freihandels (EU und Mittelamerika) und jenen, die die Macht der internationalen Konzerne auch gegen bestehendes Recht einschränken wollen. Starke Kritik wurde an Bolivien und Venezuela geäußert, die ihrerseits die bilateralen Verträge einiger Staaten mit den USA als neue Abhängigkeit kritisierten (ähnliches hatten schon im April Österreichs Bischöfe geäußert, siehe 2. Weblink).
Evo Morales (Bolivien) verteidigte die entschädigungslose Verstaatlichung der Erdgas-Förderung, sagte aber mehr (künftige) Rechtssicherheit für Investoren zu. Er und Venezuelas Staatschef Hugo Chávez sehen sich als Kämpfer für die „kleinen Leute“; letzterer brüskierte die Veranstalter zweier Empfänge (EU und Österreich) und nahm stattdessen an Diskussionen der Alternativszene teil. Venezuela ist vor wenigen Wochen aus der Andengemeinschaft ausgetreten, was nun die Wirtschaftsverhandlungen mit der EU erschwert.
UNO-Generalsekretär Kofi Annan, Co-Vorsitzender Wolfgang Schüssel und andere betonten die Bedeutung der multilateralen Entwicklungszusammenarbeit, dass aber Rechtssicherheit die Basis dafür sei. Brasilien forciert inzwischen den Markt für Biosprit, um von Energieimporten aus Bolivien unabhängiger zu sein, und strebt bis 2010 die Nachhaltigkeit bei der Treibstoffproduktion an (derzeit bereits zu 45 %).
Am Freitag geriet die argentinische Sambatänzerin und Umweltaktivistin Evangelina Carrozzo in die Schlagzeilen, indem sie in Bikini bekleidet mit einem Umweltplakat in der Hand auftrat.